# Web 2.0
Web 2.0 – określenie serwisów internetowych, w których podstawową rolę odgrywa treść generowana przez użytkowników tych serwisów.
Wbrew numeracji wersji oprogramowania, Web 2.0 nie jest to nowy World Wide Web, ani Internet, ale jest on innym sposobem na wykorzystanie jego dotychczasowych zasobów. Serwisy Web 2.0 zmieniają paradygmat interakcji między właścicielami serwisu i jego użytkownikami, oddając tworzenie większości treści w ręce użytkowników.
Filozofia Web 2.0 miała wpływ na rozwój serwisów społecznościowych, wielu aplikacji internetowych czy blogosfery (zwłaszcza takich zjawisk jak: vlogging, mikrobloging oraz podcasting).
Zjawiskiem fenomenu społeczności, zwłaszcza w kontekście Web 2.0, zajmuje się Seth Godin (wypowiada się on na ten temat w filmie Press Pause Play, który również dotyczy między innymi rewolucji Web 2.0).
Strony Web 2.0 mają tendencję do korzystania z nowych technik takich jak XHTML, SOAP, AJAX, XUL, RDF, dużo częstsze wykorzystywanie kanałów RSS i Atom oraz bardzo szerokie rozpropagowanie usług sieciowych.
Termin został spopularyzowany dzięki przedsiębiorstwu O’Reilly Media, które w 2004 roku zorganizowało szereg konferencji poświęconych temu nowemu trendowi internetowemu.

## Cechy Web 2.0

### Techniczne

Chmura znaczników Web 2.0 opracowana na podstawie artykułu Tima O’Reilly’ego „What is Web 2.0”

- wykorzystanie mechanizmu wiki, blogów
- udostępnianie interfejsów XML, które umożliwiają innym stronom i programom korzystanie z danych Web 2.0 (przede wszystkim przez RSS i Atom)
- używanie nowych technologii, jak np. AJAX czy Ruby on Rails

### Społeczne[1]
- generowanie treści przez użytkowników (user-generated content)
- użycie folksonomii
- tworzenie się wokół serwisów rozbudowanych społeczności
- możliwość nawiązywania kontaktów
- wpływ użytkowników na pojawiające się produkty, decydowanie o ich wyglądzie
- zwiększenie kreatywności
- zmniejszenie kosztów dostępu do informacji
- nieprzerwany dostęp do treści
- wykorzystanie efektów sieciowych
- wykorzystanie kolektywnej inteligencji
- wykorzystanie otwartych licencji, jak Creative Commons czy GNU GFDL

### Wygląd
- przejrzystość
- prostota
- pastelowe barwy
- gradienty
- zaokrąglenia
- duże czcionki

## Historia
Nazwy „Web 2.0” użyła po raz pierwszy Darcy DiNucci w 1999 r. w artykule Fragmented Future. Rozpowszechniła się ona w 2004 r., po serii konferencji na temat nowych technik internetowych organizowanych przez przedsiębiorstwa O’Reilly Media i MediaLive International, których celem było przywrócenie optymizmu i zaufania w branży przedsiębiorstw internetowych po gwałtownym spadku kursu papierów wartościowych na giełdzie 9 marca 2000 r. Na konferencji Sieć przedstawiona została jako platforma, na której funkcjonują aplikacje i różne multimedialne strony internetowe. Ich rozwój wiązany był z działalnością użytkowników – zrozumiano, że im więcej ich jest i wyraża swoje opinie i sugestie, tym lepsze można dzięki temu tworzyć aplikacje poprzez wprowadzanie ułatwień i aktualizacji.
Celem twórców Web 2.0 jest to, żeby sieć WWW dawała użytkownikom jak największą możliwość interakcji i integracji, użytkowanie spersonalizowanych stron dla internautów z całego świata. Środek ciężkości stron WWW zostaje przesunięty w kierunku użytkownika. Autorzy przygotowują serwis, ale jądrem jego funkcjonowania są użytkownicy, którzy dostarczają zawartości (np. zdjęcia, pliki wideo, linki do ciekawych stron internetowych itp.) oraz tworzą społeczność użytkowników, która zaczyna ze sobą współpracować i żyć „własnym życiem”.
Jednym z pierwszych olbrzymich sukcesów Web 2.0 był zastosowany w Google mechanizm oceniania stron o nazwie PageRank, który do szacowania wartości dokumentów opierał się nie na ich treści, lecz na liczbie prowadzących do nich odsyłaczy. Od czasu rozpowszechnienia się Web 2.0 dużą popularnością zaczęły się cieszyć też serwisy internetowe działające na bazie mechanizmu wiki i blogi.
Najważniejsza przemiana ma się jednak dokonać na pulpicie poszczególnych użytkowników. „Posiadacze” i ich serwery staną się elementami pośredniczącymi w wymianie wiedzy. Niczym w sieci BitTorrent czy projekcie SETI@home, znacząca część obciążenia (wykorzystania miejsca, obciążenia obliczeniami itd.) zostanie rozproszona na prywatne komputery.
Spójna definicja Web 2.0 pojawiła się na początku XXI w. Według Tima O’Reilly'ego Web 2.0 „jest rewolucją biznesową w świecie komputerowym, spowodowaną ruchem w stronę Internetu jako platformy, oraz próbą zrozumienia reguł zwycięstwa na tej platformie. Główną zasadą jest: Twórz aplikacje, które lepiej okiełznają Sieć, by więcej ludzi ich używało”.
Pomimo wprowadzenia powyższej definicji w obieg, nadal najlepiej definiować Web 2.0 na przykładach. I Ofoto jest uważane za Web 1.0, Flickr za Web 2.0, DoubleClick za Web 1.0, Google AdSense za Web 2.0. Web 2.0 są też blogi, mikroblogi, wiki (takie jak Wikipedia), serwisy zakładkowe typu del.icio.us, news feedy redagowane przez użytkowników takie jak Digg czy Reddit, AJAXowe aplikacje takie jak Google Maps i Google Mail, serwisy video jak YouTube, Google Videos, czy spersonalizowane radia internetowe jak last.fm i Pandora. Web 2.0 obejmuje tak różnorodne strony, że właściwie jedyną ich wspólną cechą jest to że nie są tradycyjnymi stronami internetowymi („Web 1.0”).

## Krytyka

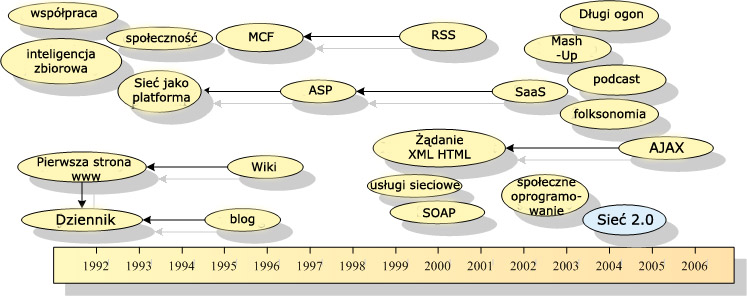
Ilustracja rozwoju poszczególnych elementów sieci Web 2.0

Sceptycy uważają, że wiele rozwiązań, które uznaje się za elementy tego systemu, pojawiło się znacznie wcześniej niż zaczęto myśleć o rewolucji (mechanizm Wiki powstał w 1996 roku, kanały RSS w 2000 itd.). Zgodnie z tym tokiem myślenia, Web 2.0 nie prezentuje nowego spojrzenia na sieć, a jedynie kontynuuje rozpoczęte w przeszłości procesy. Paul Boutin, konfrontując kilka autonomicznych definicji próbuje udowodnić, że w istocie nowe określenie dla starej sieci było potrzebne „internetowym przedsiębiorcom, którzy spóźnili się na boom związany z rozwojem Web 1.0”. Russel Shaw podtrzymuje to stanowisko, wprost nazywając Web 2.0 „chwytem marketingowym”.
Wiele serwisów jest uważanych lub promuje się jako Web 2.0, gdy udostępnia RSS, umożliwia komentowanie i dodawanie artykułu użytkownikom lub ma odpowiedni wygląd graficzny. Również tworzenie społeczności internetowych przypisywane Web 2.0 nie jest niczym nowym, ponieważ od lat koncentrują się one wokół grup dyskusyjnych i forów. Pojawiają się również opinie, że Web 2.0 nie wprowadza żadnych nowości, jedynie łączy technologie Web 1.0, podaje je w nowym opakowaniu i dopisuje do tego filozofie komunikacji między użytkownikami i administracją serwisu.
Do tego, jak wynika z danych statystycznych, tylko niewielki procent użytkowników serwisów Web 2.0 wnosi do nich własne treści. Według statystyk przedsiębiorstwa Hitwise (badania z 2007 roku) filmy do serwisu YouTube wysyła 0,16%, do Flickr zdjęcia 0,2%, a w Wikipedii publikuje 4,6% odwiedzających.

## Społeczność użytkowników
Cechą charakterystyczną jest duża interakcja pomiędzy członkami społeczności, dlatego serwisy Web 2.0 umownie nazywa się „dynamicznymi” – dla odróżnienia od „statycznych” serwisów tradycyjnych, które nie umożliwiają interakcji. Interakcja przejawia się m.in. w możliwości budowania sieci kontaktów (czyli tworzeniu listy znajomych, z którymi możesz się komunikować bezpośrednio), zapraszania znajomych, wysyłania prywatnych wiadomości między użytkownikami, a także w sprawniejszym przepływie informacji, który odbywa się najczęściej bezpośrednio za pomocą forów i grup dyskusyjnych.
Pierwsze społeczności internetowe pojawiły się na początku XXI w. Stanach Zjednoczonych. Były to friendster.com (cel: utrzymywanie kontaktów towarzyskich), tribe.net (aklimatyzacja po przeprowadzce do innego miasta – ułatwia zdobycie pracy i znalezienie mieszkania), LinkedIn (utrzymywanie kontaktów biznesowych). Wszystkie te serwisy odniosły ogromny sukces i podważyły dotychczasową supremację „statycznych” gigantów. Szczególnie spektakularny był rozwój Myspace, który to serwis (o przeznaczeniu ogólnorozrywkowym – przyjaciele, gry, muzyka, zdjęcia itp.) w ciągu zaledwie kilkunastu miesięcy zdołał zgromadzić ponad 50 mln użytkowników. Popularność tych serwisów oraz ich skuteczność w realizowaniu celów członków swoich społeczności pozwala przypuszczać, że wkrótce zdominują one portale „statyczne”.
W Polsce społeczności internetowe pojawiły się w 2004 r. Pierwszym portalem tego typu był Grono.net (utrzymywanie kontaktów z przyjaciółmi).
Społeczności internetowe zaspokajają naturalne potrzeby współpracy z innymi ludźmi, a także wymiany doświadczeń, informacji czy zainteresowań. Umożliwiają skuteczną realizację celów rozrywkowych i zawodowych. Rewolucyjne tempo ich rozwoju daje podstawy, by twierdzić, że mamy do czynienia z następną generacją witryn internetowych i kolejnym etapem w historii globalnej sieci.

### Rodzaje użytkowników
- twórcy
- krytycy
- kolekcjonerzy
- uczestnicy
- widzowie
- nieaktywni

## Marketing
Web 2.0 jest wykorzystywany przez firmy, organizacje non-profit oraz rząd do marketingu interaktywnego. Coraz więcej osób zajmujących się marketingiem korzysta z narzędzi Web 2.0 do współpracy z konsumentami w zakresie rozwoju produktu, poprawy obsługi klienta, ulepszania produktów oraz promocji. Firmy korzystają z narzędzi Web 2.0 w celu poprawy współpracy zarówno z partnerami, a także aby usprawnić wewnętrzną komunikację pomiędzy pracownikami. Tego typu rozwiązania bazują na firmowych forach umożliwiających wymianę informacji, sugestii oraz opinii. Wykorzystanie Web 2.0 w marketingu odbywa się również poprzez udostępnienie konsumentom możliwości oceny, komentarza dotyczących oferowanych towarów lub usług. Stworzone treści są wykorzystywane następnie do badania zadowolenia klientów, wskazują także kierunki niezbędnych zmian.
Narzędzia Web 2.0 są wykorzystywane np. w branży turystycznej. Według Xiang i Gretzel, media społecznościowe stanowią skuteczne narzędzie do przyciągania turystów i promocji produktów i usług turystycznych. Dzięki nim użytkownicy mogą tworzyć własne treści i wymieniać się doświadczeniami. Treści generowane przez użytkowników stają się coraz bardziej istotne w planowaniu podróży, ponieważ budzą większe zaufanie. Dzięki temu jest możliwa wymiana szczerych informacji, także negatywnych. Dlatego, zdaniem Xiang i Gretzel, organizacje powinny opracować strategie odpowiadania na negatywne opinie w mediach społecznościowych, co w znacznym stopniu wpłynie na budowanie lojalności klientów i pozytywnych relacji.

## Przykłady Web 2.0
Poniżej podane są popularne serwisy Web 2.0.
- polskie
  - Allegro
  - Digart
  - Filmweb
  - fotka.pl
  - GoldenLine
  - grono.net
  - wykop.pl
- zagraniczne
  - amazon.com
  - Blogger
  - DeviantArt
  - delicious.com
  - Digg
  - Facebook
  - Flickr
  - Google+
  - Internet Movie Database
  - last.fm
  - LinkedIn
  - mashable.com
  - Myspace
  - StackOverflow
  - StumbleUpon
  - Tumblr
  - Twitter
  - Vimeo
  - Wikipedia
  - WordPress
  - YouTube

Przykładem również może być film Dzień z życia, który został zrealizowany z materiałów wideo wysyłanych przez społeczność serwisu YouTube 24 lipca 2010 oraz akcje typu Flash mob zorganizowane przez serwisy społecznościowe.